# Grand Prix-wegrace van België 1973
De Grand Prix-wegrace van België 1973 was de achtste race van het wereldkampioenschap wegrace-seizoen 1973. De race werd verreden op 1 juli 1973 op het Circuit de Spa-Francorchamps nabij Malmedy, (Liège).

## 500 cc
In België was er eindelijk succes voor Giacomo Agostini. Eindelijk bleef zijn MV Agusta een keer heel en zijn eerste punten van het hele seizoen waren er meteen 15. Hij won zelfs met een ruime voorsprong op zijn teamgenoot Phil Read. Read stond echter comfortabel aan de leiding van de WK-stand met 54 punten. Kim Newcombe kon in Francorchamps lang de derde plaats vasthouden, maar hij werd ingehaald door Dieter Braun en Jack Findlay. Braun kreeg echter problemen en Newcombe ook maar die wist achter Jack Findlay toch nog vierde te worden.

### Uitslag 500 cc
| Pos | Coureur              | Merk            | Tijd      | Punten |
| --- | -------------------- | --------------- | --------- | ------ |
| 1   | Giacomo Agostini     | MV Agusta       | 49' 05" 3 | 15     |
| 2   | Phil Read            | MV Agusta       | +1' 15" 4 | 12     |
| 3   | Jack Findlay         | Suzuki          | +1' 34" 6 | 10     |
| 4   | Kim Newcombe         | König           | +1' 58" 7 | 8      |
| 5   | Michel Rougerie      | Harley-Davidson | +2' 14" 0 | 6      |
| 6   | Paul Eickelberg      | König           | +2' 19" 4 | 5      |
| 7   | Ernst Hiller         | König           | +3' 28" 6 | 4      |
| 8   | Piet van der Wal     | Yamaha          | +3' 45" 9 | 3      |
| 9   | Marcel Ankoné        | Yamsel          | +3' 48" 0 | 2      |
| 10  | Billie Nelson        | Yamaha          | +4' 02" 9 | 1      |
| 11  | Alex George          | Yamaha          |           |        |
| 12  | Lothar John          | Suzuki          |           |        |
| 13  | Gyula Marsovszky     | Yamaha          |           |        |
| 14  | Bo Granath           | Husqvarna       |           |        |
| 15  | Sven-Olof Gunnarsson | Kawasaki        |           |        |
| 16  | Derek Lee            | Suzuki          |           |        |
| 17  | François Hollebecq   | Yamaha          |           |        |
| 18  | Jérôme van Haeltert  | Suzuki          |           |        |
| DNF | Børge Nielsen        | Yamaha          |           |        |
| DNF | Christian Bourgeois  | Yamaha          |           |        |
| DNF | Olivier Chevallier   | Yamaha          |           |        |
| DNF | Roberto Gallina      | Paton           |           |        |
| DNF | Steve Ellis          | Yamaha          |           |        |
| DNF | Werner Giger         | Yamaha          |           |        |
| DNF | John Dodds           | Yamaha          |           |        |
| DNF | Werner Pfirter       | Yamaha          |           |        |
| DNF | Dieter Braun         | Yamaha          |           |        |
| DNF | Guy Cooremans        | Kawasaki        |           |        |
| DNF | Reinhard Hiller      | König           |           |        |
| DNF | Bruno Kneubühler     | Yamaha          |           |        |
| DNF | Eric Offenstadt      | Kawasaki        |           |        |
| DNF | Silvano Bertarelli   | Paton           |           |        |

## 250 cc
Teuvo Länsivuori leidde in de 250cc-race van start tot finish en was onhoudbaar voor de concurrentie. Achter hem werd flink gevochten om de tweede plaats, die uiteindelijk voor John Dodds was. Hij finishte enkele seconden voor de Belg Oronzo Memola, die lang in gevecht was geweest met Paolo Pileri (Yamaha). Pileri diende een protest in tegen Memola, die al vaker met een 350cc-motor in de 250cc-klasse betrapt was. Memola weigerde zijn machine te laten inspecteren en werd gediskwalificeerd, waardoor Pileri automatisch de derde plaats kreeg.

### Uitslag 250 cc
| Pos | Coureur             | Merk            | Tijd      | Punten |
| --- | ------------------- | --------------- | --------- | ------ |
| 1   | Teuvo Länsivuori    | Yamaha          | 34' 22" 3 | 15     |
| 2   | John Dodds          | Yamaha          | +35" 1    | 12     |
| 3   | Paolo Pileri        | Yamaha          | +47" 9    | 10     |
| 4   | Michel Rougerie     | Harley-Davidson | +1' 00" 2 | 8      |
| 5   | Christian Bourgeois | Yamaha          | +1' 01" 6 | 6      |
| 6   | Patrick Pons        | Yamaha          | +1' 15" 9 | 5      |
| 7   | Chas Mortimer       | Yamaha          | +1' 39" 5 | 4      |
| 8   | Werner Pfirter      | Yamaha          | +1' 40" 6 | 3      |
| 9   | Víctor Palomo       | Yamaha          | +1' 41" 3 | 2      |
| 10  | Thierry Tchernine   | Yamaha          | +1' 50" 9 | 1      |
| 11  | Lothar John         | Yamaha          |           |        |
| 12  | Olivier Chevallier  | Yamaha          |           |        |
| 13  | Tapio Virtanen      | Yamaha          |           |        |
| 14  | Rob Bron            | Yamaha          |           |        |
| 15  | Marcel Ankoné       | Yamaha          |           |        |
| 16  | Billie Nelson       | Yamaha          |           |        |
| 17  | Nico van der Zanden | Yamaha          |           |        |
| 18  | János Reisz         | Yamaha          |           |        |
| 19  | Bo Granath          | Yamaha          |           |        |
| 20  | Charles Nies        | Harley-Davidson |           |        |
| 21  | Alein Fieuw         | Yamaha          |           |        |
| 22  | Eric Offenstadt     | SHF             |           |        |
| DSQ | Oronzo Memola       | Yamaha          |           |        |

## 125 cc
Jos Schurgers was al bijna het hele seizoen op het podium gefinisht, áls hij tenminste aan de eindstreep kwam. In België was hij als een van de eersten weg en halverwege de eerste ronde had hij al een flinke voorsprong op Ángel Nieto en Chas Mortimer. Pas in de derde van zeven ronden begon Nieto iets in te lopen en in de vijfde ronde kon hij Schurgers even passeren. Aan het einde van die ronde reed Schurgers met een klein verschil op kop maar in de laatste ronde kreeg Nieto kennelijk een probleem, want hij passeerde de eindstreep 25 seconden achter Jos Schurgers. Chas Mortimer werd derde na een gevecht met Eugenio Lazzarini, dat eindigde toen de Piovaticci van Lazzarini stuk ging. Jos Schurgers werd nu, ondanks een achterstand van 28 punten, toch weer als een kandidaat voor de wereldtitel beschouwd, afhankelijk van de genezing van Kent Andersson, die tijdens de TT van Assen een been gebroken had.

### Uitslag 125 cc
| Pos | Coureur            | Merk        | Tijd      | Punten |
| --- | ------------------ | ----------- | --------- | ------ |
| 1   | Jos Schurgers      | Bridgestone | 32' 58" 7 | 15     |
| 2   | Ángel Nieto        | Morbidelli  | +23" 5    | 12     |
| 3   | Chas Mortimer      | Yamaha      | +1' 10" 1 | 10     |
| 4   | Rolf Minhoff       | Maico       | +1' 40" 9 | 8      |
| 5   | Ryszard Mankiewicz | MZ          | +1' 41" 8 | 6      |
| 6   | Thierry Tchernine  | Yamaha      | +2' 02" 5 | 5      |
| 7   | Hans-Jürgen Hummel | Yamaha      | +2' 12" 1 | 4      |
| 8   | Matti Salonen      | Yamaha      | +2' 19" 4 | 3      |
| 9   | Henk van Kessel    | Yamaha      | +2' 38" 6 | 2      |
| 10  | Rafael Serrer      | MZ          | +2' 49" 7 | 1      |
| 11  | Paolo Pileri       | DRS         |           |        |
| 12  | Pentti Salonen     | Yamaha      |           |        |
| 13  | Antonio García     | MZ          |           |        |
| 14  | Cees van Dongen    | Yamaha      |           |        |
| 15  | Benigno Jull       | MZ          |           |        |
| 16  | Keith Walley       | Maico       |           |        |
| 17  | Paul Eickelberg    | Maico       |           |        |
| 18  | János Reisz        | MZ          |           |        |
| 19  | Börje Jansson      | Maico       |           |        |
| DNF | Eugenio Lazzarini  | Piovaticci  |           |        |

## 50 cc
In de 50cc-klasse kwam Jan de Vries moeilijk van de plaats omdat zijn eerste versnelling wegens de hoge topsnelheden (hij haalde 205 km/h in de training) heel lang gegeard was. Na vier kilometer had hij Theo Timmer echter al ingehaald. Timmer had toen nog niet veel voorsprong op Gerhard Thurow en Rudolf Kunz, maar die waren met elkaar in gevecht waardoor Timmer toch kon weglopen. Intussen was Bruno Kneubühler als voorlaatste gestart maar hij baande zich ronde na ronde een weg naar voren. In de laatste ronde wist hij op het nippertje de tweede plaats van Timmer af te nemen.

### Uitslag 50 cc
| Pos | Coureur              | Merk              | Tijd      | Punten |
| --- | -------------------- | ----------------- | --------- | ------ |
| 1   | Jan de Vries         | Van Veen-Kreidler | 21' 02" 2 | 15     |
| 2   | Bruno Kneubühler     | Van Veen-Kreidler | +30" 7    | 12     |
| 3   | Theo Timmer          | Jamathi           | +32" 9    | 10     |
| 4   | Rudolf Kunz          | Kreidler          | +46" 6    | 8      |
| 5   | Gerhard Thurow       | Kreidler          | +47" 2    | 6      |
| 6   | Jan Huberts          | Kreidler          | +54" 2    | 5      |
| 7   | Herbert Rittberger   | Kreidler          |           | 4      |
| 8   | Wolfgang Gedlich     | Kreidler          |           | 3      |
| 9   | Hans-Jürgen Hummel   | Kreidler          |           | 2      |
| 10  | Cees van Dongen      | Kreidler          |           | 1      |
| 11  | Stefan Dörflinger    | Kreidler          |           |        |
| 12  | Jürgen Röller        | Kreidler          |           |        |
| 13  | Julien van Zeebroeck | Kreidler          |           |        |
| 14  | Nico Polane          | Roton             |           |        |
| 15  | Ton Kooyman          | Hemeyla           |           |        |
| 16  | Juan Bordons         | Derbi             |           |        |
| 17  | Siegfried Lohman     | Kreidler          |           |        |
| 18  | Jerôme van Haeltert  | Kreidler          |           |        |
| 19  | Jean-Louis Pasquier  | Derbi             |           |        |
| 20  | Armando Lopez        | Derbi             |           |        |
| 21  | Pierre Metzger       | Derbi             |           |        |
| 22  | Henri Simon          | Kreidler          |           |        |
| 23  | Chris Baert          | Kreidler          |           |        |

## Zijspanklasse
Werner Schwärzel nam in België weliswaar de leiding na de start, maar in de training was Klaus Enders al 4 seconden sneller geweest en die verwees hem dan ook al snel terug naar de tweede positie. De gebroeders Gerry en Nick Boret reden lang op de tweede plaats, gevolgd door Schwärzel/Kleis en Gawley/Birch. De Borets vielen echter uit en Gawley passeerde Schwärzel om onbedreigd tweede te worden. Schwärzel viel zelfs uit en daardoor werden Heinz Luthringshauser/Hermann Hahn derde.

### Uitslag zijspanklasse
| Pos | Coureur               | Bakkenist        | Merk          | Tijd      | Punten |
| --- | --------------------- | ---------------- | ------------- | --------- | ------ |
| 1   | Klaus Enders          | Ralf Engelhardt  | Busch-BMW     | 32' 24" 7 | 15     |
| 2   | Jeff Gawley           | Kenny Birch      | König         | +28" 3    | 12     |
| 3   | Heinz Luthringshauser | Hermann Hahn     | BMW           | +46" 6    | 10     |
| 4   | Siegfried Schazu      | Wolfgang Kalauch | BMW           |           | 8      |
| 5   | Graham Milton         | Don Smith        | BMW           |           | 6      |
| 6   | Tony Wakefield        | Alex MacFadzean  | BMW           |           | 5      |
| 7   | Richard Wegener       | Derek Jacobson   | BMW           |           | 4      |
| 8   | Rudi Kurth            | Dane Rowe        | CAT-Monark    |           | 3      |
| 9   | Mick Boddice          | David Loach      | Kawasaki      |           | 2      |
| 10  | Bill Currie           | Keith Scott      | GSM-Weslake   |           | 1      |
| DNF | Gerry Boret           | Nick Boret       | Renwick-König |           |        |
| DNF | Werner Schwärzel      | Karl-Heinz Kleis | König         |           |        |
| DNF | Michel Vanneste       | Serge Vanneste   | BMW           |           |        |

1921 · 1922 · 1923 · 1924 · 1925 · 1926 · 1927 · 1928 · 1929 · 1930 · 1931 · 1932 · 1933 · 1934 · 1935 · 1936 · 1937 · 1938 · 1939 · 1947 · 1948 · 1949 · 1950 · 1951 · 1952 · 1953 · 1954 · 1955 · 1956 · 1957 · 1958 · 1959 · 1960 · 1961 · 1962 · 1963 · 1964 · 1965 · 1966 · 1967 · 1968 · 1969 · 1970 · 1971 · 1972 · 1973 · 1974 · 1975 · 1976 · 1977 · 1978 · 1979 · 1980 · 1981 · 1982 · 1983 · 1984 · 1985 · 1986 · 1988 · 1989 · 1990